# 西沢渓谷と東沢渓谷
西沢渓谷（にしざわけいこく）、東沢渓谷（ひがしざわけいこく）は、笛吹川の源流部、広瀬湖（広瀬ダム）のさらに上流にある渓谷である。

## 地理
山梨県北部の山梨市に位置し、秩父多摩甲斐国立公園の一部を構成している。両渓谷は広瀬湖の北西部に広がり、南に黒金山、西に国師岳、北奥千丈岳、奥千丈岳、北に甲武信ヶ岳と鶏冠山を望む。
西滑山（標高2086m）山頂へ続く尾根の最裾部で東沢渓谷と西沢渓谷に分れる。実際に東西に分かれるのではなく、北西に東沢渓谷、南西に西沢渓谷が延びる。東沢渓谷は甲武信ヶ岳・国師ヶ岳を水源とし、西沢渓谷は国師ヶ岳・奥千丈岳方面を水源とする。

## 西沢渓谷
西沢渓谷は滝や淵が連続して続く渓谷でトレッキングコースが整備され、比較的軽装でもその素晴らしさを堪能することができ、特に秋の紅葉は見事なので人気がある。コース最奥部には日本の滝百選に選ばれた、七ツ釜五段ノ滝（北緯35度51分52.4秒 東経138度43分54.4秒 / 北緯35.864556度 東経138.731778度）やシャクナゲの群落がある。トレッキングコースは危険防止のため、反時計回りの一方通行が推奨されており、最奥部からの折り返しは渓谷の右岸上方に残る森林鉄道跡（レールが残っている）の緩やかな道を辿り西沢渓谷の入口に戻る。

## 東沢渓谷
西沢渓谷を渡る二俣吊橋から分岐して北上しているのが東沢である。吊橋の先が入渓点の入口で、路肩に「立入禁止」の警告が掲げられており、沢登りの技術や経験のない一般のハイカーが入ると遭難の危険がある。基本的に道はなく、ほぼ遡行となる。入渓してしばらくは平坦な河原歩きが続く。ゴルジュ帯が見えたあたりから登山道があり、ゴルジュを高巻きできる。さらに進むと田部重治の著書『笛吹川を遡る』により紹介されたホラノ貝（北緯35度52分26.1秒 東経138度43分53.0秒 / 北緯35.873917度 東経138.731389度）と呼ばれる法螺貝の内部に似た螺旋形状のゴルジュが見られる。再びゴルジュを高巻きし、「山の神」と呼ばれる祠を過ぎると再び河原に出る。ここから、スラブのナメと滝が続き、非常に美しい景観の渓谷となる。冬季に氷瀑となりクライマーに人気のある乙女の滝、東のナメ、西のナメを過ぎると分岐があり、左が金山沢、右が釜ノ沢である。釜の沢上流には、魚留の滝、千畳のナメ、両門ノ滝、ヤゲンの滝等が続く。さらに上流に遡行すると甲武信小屋へたどり着く。

## 画像解説

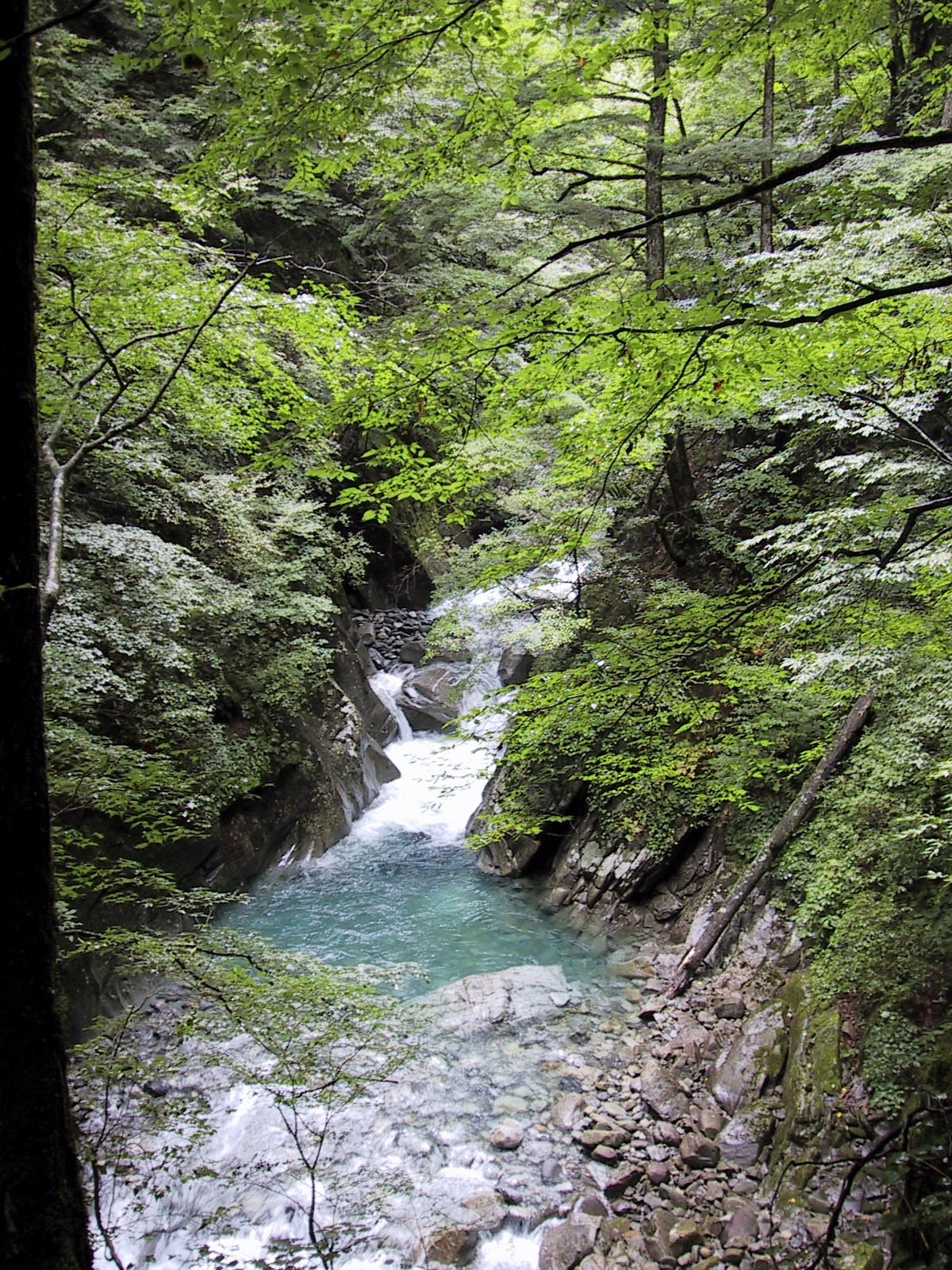
東沢渓谷
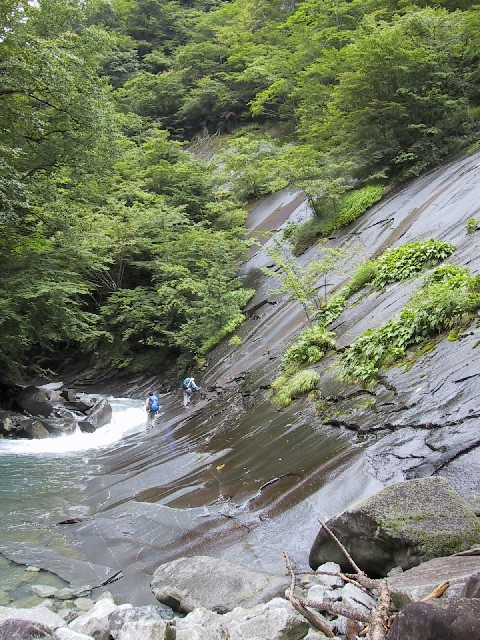
東沢：東のナメ沢
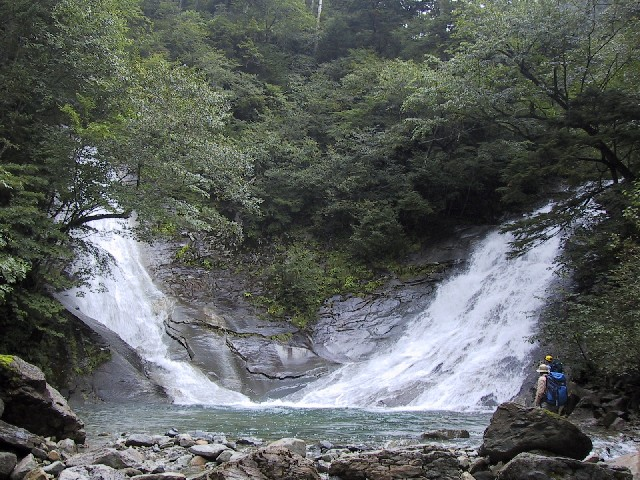
東沢：両門ノ滝
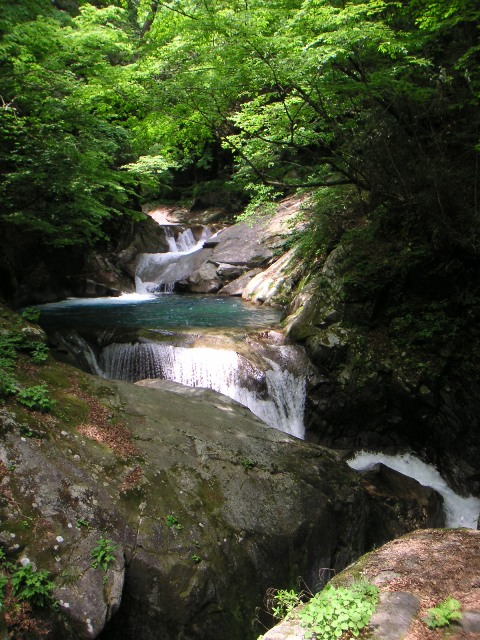
西沢：三重滝
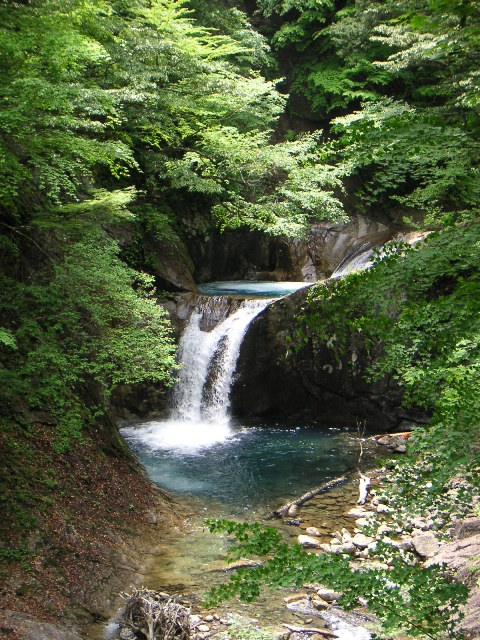
西沢：竜神滝
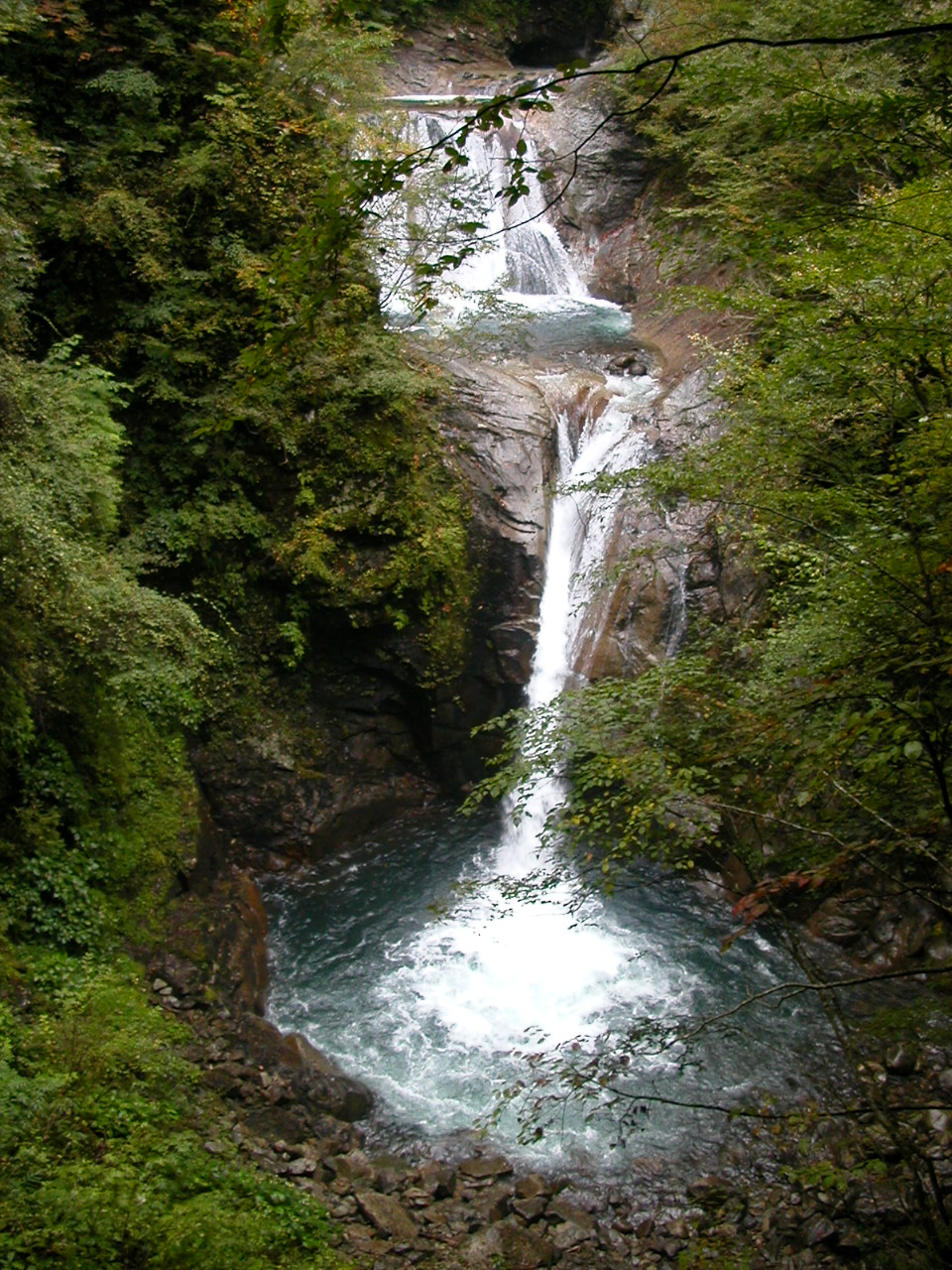
西沢：七ツ釜五段ノ滝（下部）

## アクセス
山梨市街から国道140号を広瀬湖へと登った奥に渓谷の入口があり、ドライブインや西沢山荘、道の駅みとみ、雁坂トンネル（埼玉県秩父市へ抜ける）の入口などがある。国道から林道を上流に登ると車両通行止めになり、西沢渓谷迂回路分岐、徳ちゃん新道（甲武信ヶ岳への登山道のひとつ）入口があり、東沢渓谷と西沢渓谷の分岐点へ出る。渓谷散策道は元は塩山駅からの鉱山鉄道及び森林鉄道の廃線跡を利用しており、橋脚等の廃線遺構が見受けられる。旧森林鉄道部分の南側は冬季通行止規制がある。
- 山梨市駅から山梨市営バス西沢渓谷入口行乗車。終点下車。
- シーズン中は塩山駅から甲州市市民バスの臨時運行がある。